# Harvest Moon: The Lost Valley
Harvest Moon: The Lost Valley, được biết đến ở Nhật Bản với tên Bokujō Monogatari: Tsunagaru Shintenchi (牧場物語 つながる新天地 còn gọi là Harvest Moon: Connect to a New Land) là một trò chơi nhập vai mô phỏng nông trại do Tabot, Inc. phát triển cho Nintendo 3DS. Trò chơi phát hành ở Bắc Mỹ ngày 4 tháng 11 năm 2014, ở Châu Âu ngày 19 tháng 6 năm 2015 và ở Úc ngày 20 tháng 6 năm 2015.
Không giống như các tựa trò chơi trước đó trong loạt Story of Seasons, được gọi là Harvest Moon ở thị trường phương Tây, trò chơi không phải do công ty Nhật Bản Marvelous phát triển. Phần mới nhất của họ trong loạt Story of Seasons đang được xuất bản ở Bắc Mỹ và Châu Âu bởi Xseed Games. Natsume sở hữu quyền đối với thương hiệu "Harvest Moon" tại các lãnh thổ đó.

## Cốt truyện
Người chơi nghe đồn về những câu chuyện của The Lost Valley xinh đẹp và muốn tận mắt chứng kiến vẻ đẹp đó. Khi đến nơi, người chơi bị cuốn vào một trận bão tuyết bí ẩn. Khi cố gắng băng qua qua trận tuyết bất ngờ, người chơi nghe thấy một giọng nói khuyến khích bạn tìm kiếm một món đồ trong một cabin gần đó. Đêm đó, người chơi mơ thấy một người phụ nữ kỳ lạ có mái tóc xanh và nhờ giúp đỡ.
Vào buổi sáng hôm sau, người chơi bị đánh thức bởi một giọng nói nhỏ phát ra từ đống tuyết. Khi bạn giải thoát cho người bị mắc kẹt, người chơi sẽ tìm hiểu về cách mà thung lũng đang bị mắc kẹt trong Mùa đông vĩnh viễn. Cuối cùng, người chơi sẽ được tuyển dụng để giúp giải quyết vấn đề và đưa mọi thứ ở The Lost Valley trở lại bình thường.

## Lối chơi
Trò chơi diễn ra ở vùng đất The Lost Valley. Người chơi có thể sửa đổi thế giới của họ, bao gồm cả việc sửa các loại địa hình và vị trí xây dựng. Đất có thể được xây để tạo thành các ngọn đồi hoặc loại bỏ để tạo ra các ao và khe nước, cho phép người chơi kiểm soát hoàn toàn địa hình của thung lũng. Để khám phá một số khu vực, người chơi sẽ phải xây các bậc đất để có thể đến không gian cao hơn hoặc xây cầu để qua sông.
Người chơi có thể sửa đổi ngôi nhà của họ, như mở rộng nó và di chuyển các vật dụng xung quanh bên trong ngôi nhà, như sàn, màn và hình nền của ngôi nhà nông trại, mặc dù ngôi nhà của người chơi không thể di chuyển khỏi vị trí ban đầu.
Trò chơi cũng có hệ thống công cụ theo ngữ cảnh, nghĩa là người chơi không cần phải trang bị sẵn công cụ trong tay để sử dụng. Miễn là công cụ ở trong túi của anh hùng, trò chơi sẽ tự động sử dụng nó khi ở đúng vị trí.  Không cần phải tráo đổi dụng cụ hoặc lo lắng về việc vô tình va vào vật nuôi.
Có hơn 100 loại cây có thể trồng trong thung lũng. Chiều cao và độ sâu của không gian ruộng sẽ ảnh hưởng đến các loại cây trồng trên các không gian ruộng này; cây trồng dưới mặt đất sẽ tạo ra thứ gì đó khác so với cây trồng trên mặt đất, và điều này cũng áp dụng với cây trồng trên đồi cao. Ngoài ra, bạn có thể bón phân cho cây trồng để tăng chất lượng.
Các tùy chọn động vật chăn nuôi đã được đơn giản hóa, cho phép người chơi nuôi bò, cừu và gà. Động vật sẽ có các đặc điểm tính cách, tối đa 30 con, có thể được lai tạo từ động vật này sang động vật khác để phát huy tối đa các đặc điểm của nó. Ngoài ra còn có một con ngựa để có thể cưỡi xung quanh thung lũng và một động vật hoang dã khác.
Người chơi có thể chọn nhân vật là nam hoặc nữ, với sự khác biệt chính giữa hai người là các ứng cử viên kết hôn. Sau đó người chơi có thể tùy chỉnh quần áo và kiểu tóc của nhân vật. Người chơi có thể trò chuyện với dân làng để làm nhiệm vụ, mua thú cưng, nấu ăn và giúp đỡ dân làng khi có yêu cầu. Người chơi cũng có thể hẹn hò và kết hôn sau khi có chỉ số Chemistry level đạt đến một điểm nhất định, có ba ứng cử viên kết hôn cho mỗi giới tính và sau đó khi kết hôn cặp đôi có thể sinh ra một đứa trẻ.

## Phát triển
Harvest Moon: The Lost Valley bắt đầu phát triển từ đầu năm 2013. Trước đó một năm, Natsume đã mở một văn phòng mới tại Tokyo, Nhật Bản, họ cho biết đây là nơi sẽ mở rộng việc phát triển trò chơi của họ cho cả máy chơi game và điện thoại thông minh. Ngoài ra, Graham Markay, Phó chủ tịch điều hành tại Natsume, đã xác nhận rằng người sáng tạo của loạt Harvest Moon là Wada Yasuhiro - cũng là người đã thiết kế Hometown Story - sẽ không tham gia vào trò chơi. Tất nhiên, điều đó không có nghĩa là Wada không thể cộng tác với Natsume trên các trò chơi khác.
Natsume công bố Harvest Moon: The Lost Valley lần đầu tiên trong E3 2014.

## Tiếp nhận
Do Natsume tạo ra "Harvest Moon" của riêng họ và giữ quyền đối với tên Harvest Moon trong khi Marvelous quyết định giữ bộ phận ở Mỹ của riêng họ, Xseed Games, tiếp quản phân phối Bắc Mỹ, tựa mới nhất trong loạt đã phải đổi tên thành Story of Seasons, trong khi Natsume nắm lấy cơ hội bắt đầu các trò chơi mới với Harvest Moon: The Lost Valley. Điều này đã gây ra sự nhầm lẫn ở một mức độ nào đó.
Với điểm đánh giá trung bình chỉ có 46/100 trên Metacritic, The Lost Valley nhận được sự đón nhận tiêu cực từ các nhà phê bình.
Ron DelVillano của Nintendo Life cho game 4/10 điểm và chê trách "là một nước đi táo bạo của Natsume khi dám phát triển một trò chơi vượt ra khỏi truyền thống của loạt và thử những điều mới mẻ, nhưng trải nghiệm tổng thể thiếu đi sức hấp dẫn mà cái tên Harvest Moon đại diện."